# Pterhemia otusalis
Pterhemia otusalis är en fjärilsart som beskrevs av Walker 1859. Pterhemia otusalis ingår i släktet Pterhemia och familjen nattflyn. Inga underarter finns listade.